# Проспект Славы (станция метро)
«Проспе́кт Сла́вы» — станция Петербургского метрополитена. Расположена на пятой (Фрунзенско-Приморской) линии между станциями «Международная» и «Дунайская». Открыта 3 октября 2019 года в составе пятого пускового участка «Международная — Шушары». Название связано с расположением станции на пересечении линии с осью проспекта Славы.

## Вестибюли
Станция имеет 2 подземных вестибюля.
Первый (северный) вестибюль станции располагается в районе пересечения Бухарестской улицы и проспекта Славы. Он является подуличным, совмещённым с подземным переходом.
Второй вестибюль, также подуличный, расположен южнее — на углу Бухарестской улицы и Альпийского переулка.
Дизайн второго вестибюля был изменён, в нём появилось панно, посвящённое пожарным, работавшим в годы войны. Прилегающий парк изменил название на парк Героев-Пожарных.

## Подземные сооружения
Станция — пилонная трёхсводчатая глубокого заложения с двумя подземными вестибюлями.
Архитектурное оформление связано с названием станции, колорит красно-белый. Главным архитектурным элементом станции является развитый крупномасштабный карниз из цветного стекла, вытянутый вдоль всей станции. Карниз представляет собой рамы из алюминиевых профилей в которые вставлены витражи из цветного стекла (на самом деле — это триплекс, а оригинальные витражи так и не были установлены из-за конфликта с мастерской их изготовлявших), за которыми установлены лампы освещения.
В отделке станции используются долговечные материалы. Стены облицованы мрамором полированной поверхности белого цвета, низ стен облицован гранитом красного цвета. Полы выполнены из гранита светло-серого цвета.
Зал прибытия поездов украшен в военной тематике, что перекликается с памятниками воинам-интернационалистам Афганистана и воинам специальных подразделений, установленными в парке Интернационалистов неподалёку от северного входа на станцию.
На станции расположены художественно-декоративные панно, раскрывающие тему славы России. Панно из смальты выполнены Академией Художеств России.

## Строительство
Первоначально станция «Проспект Славы» должна была открыться ещё в 1995 году и быть другой по конструкции. Планировалась односводчатая станция глубокого заложения с выходом на пересечение Бухарестской улицы и проспекта Славы на все стороны перекрёстка, аналогично «Новочеркасской».
При этом концептуальные проекты строительства метро в этом направлении отмечались ещё в 1960-х годах. Строящаяся линия метро стала появляться на схемах города в начале 1970-х.
По состоянию на июль 2010 года строительство не начиналось, тоннели не доходили до станции примерно на 500 метров. Планировалось, что станция будет глубокого заложения, пилонной (ранее была информация о том, что станция будет мелкого заложения).
2 сентября 2010 года состоялось совещание у губернатора В. Матвиенко, посвящённое строительству новых станций метрополитена. На нём было снова утверждено решение о варианте строительства второй очереди Фрунзенского радиуса как о сочетании метро глубокого и мелкого заложения. При этом прорабатывался вариант о прокладке со стороны станции «Шушары» одного тоннеля большого диаметра (9,2 м), в котором будут уложены оба пути. Такое решение связано с новыми СНиПами, исполнения требований которых существующими решениями являются высокозатратными.
Конкурс на проектирование окончательного варианта трассы был объявлен 13 сентября 2010 года. Щитовая проходка правого перегонного тоннеля в сторону проспекта Славы была остановлена 25 мая 2011 года, было пройдено 365 метров, щит законсервирован на неопределённый срок.
25 августа 2011 года была начата проходка левого перегонного тоннеля проходческим щитом КТ1-5.6 диаметра 5,63 м в сторону «Проспекта Славы» из монтажной камеры, расположенной в 120 метрах от станции «Международная».
18 января 2012 года механизированный щит КТ1-5.6 закончил проходку левого тупика.
К лету 2016 года на станции высокая степень готовности. Большая часть горно-проходческих работ выполнена — остаются последние метры переборки правого станционного тоннеля. Началось раскрытие проёмов между залами, ведётся монтаж эскалаторов в южном наклонном ходе.
Март 2017 года — начаты испытания эскалаторов.
Декабрь 2017 года — началось оформление станции гранитом.
5 апреля 2019 года, на стройке станции упал автомобильный кран, который использовался компанией «Метрострой» для переноса инженерных коммуникаций в месте строительства подземного перехода. Машинист автокрана не справился с управлением и зацепил опалубку, при этом отмечено, что при падении крана никто не пострадал.
30 апреля 2019 года на сайте Avito было размещено объявление о продаже мозаичного панно «Афганистан», выполненного для вестибюля станции, но не выкупленного ОАО «Метрострой» из-за бюрократической волокиты. Вице-губернатор Санкт-Петербурга Эдуард Батанов, комментируя ситуацию, обвинил в нарушении договорных обязательств подрядчика и выразил уверенность, «что рынок по достоинству оценит художественную ценность и заплатит справедливую цену». Впоследствии компромисса всё же удалось достичь — в июне 2019 года началась подготовка к монтажу панно в кассовом зале вестибюля 1.

## Переносы сроков
В 2007 году станцию планировалось открыть в 2011 году, в 2008 году срок был изменён на 2012 год, затем срок открытия был перенесён на 2016 год. В декабре 2017 года Комитет по развитию транспортной инфраструктуры объявил, что станция «Проспект Славы» откроется в мае 2018 года. В январе 2018 года были высказаны опасения, что в мае 2018 года может открыться только депо «Южное», а станции «Проспект Славы», «Дунайская» и «Шушары» будут достраиваться до конца 2018 года. В октябре 2018 года было объявлено, что открытие новых станций Фрунзенско-Приморской линии переносится с 2018 года на более поздние сроки. Новые станции Фрунзенского радиуса — «Проспект Славы», «Дунайская» и «Шушары» — власти Петербурга планировали открыть 9 мая 2019 года, ко Дню Победы. Однако 21 января 2019 Смольный расторг все контракты с единственной метростроительной компанией города, «Метростроем». После этого было решено перенести срок ввода в эксплуатацию на несколько месяцев. На январь 2019 года объявлено о планируемом запуске до 1 сентября 2019 года. 20 февраля компания «Метрострой» подтвердила, что официальный срок сдачи остаётся прежним — 1 июля 2019 года, на этот же срок рассчитывает КРТИ. 26 февраля глава КРТИ Серей Харлашкин, подтвердил что «Метрострой» должен закончить работы к 1 июля, при этом глава отметил, что пока никакой активности на объекте нет. Позднее был назван официальный срок сдачи — 1 июля 2019 года. 14 марта 2019 года стало известно, что Правительство Петербурга выделит 2 млрд рублей на достройку Фрунзенского радиуса, а контракт продлят до 31 августа. Тем не менее, 1 июля 2019 года станция открыта не была.
Первая торжественная церемония открытия станции в составе комплекса «„Проспект Славы“ — „Шушары“» была проведена 5 сентября 2019 года, когда по новому участку линии запустили движение поездов без пассажиров. 30 сентября 2019 года было объявлено о завершении тестового режима эксплуатации, 1 октября 2019 года Ростехнадзором было выдано заключение о соответствии построенного объекта проектной документации. Вторая торжественная церемония и открытие станции состоялись 3 октября 2019 года в 17:00.

## Пассажиропоток
За первый месяц по станции прошли 525 тысяч человек (в среднем, 20 тыс. человек в сутки).

## Путевое развитие
Сразу за станцией два однопутных тоннеля сопрягаются в один двухпутный и выходят на мелкое залегание. Двухпутный тоннель тянется вплоть до станции «Шушары».

## Наземный транспорт

### Автобусные маршруты

#### Городские
| №   | Пересадки | Конечный пункт 1       | Конечный пункт 2                               |
| --- | --- | ---------------------- | ---------------------------------------------- |
| 11  | Пролетарская Ломоносовская Проспект Славы Московская                                                                           | Троицкое поле          | Предпортовая                                   |
| 54  | Купчино Международная Бухарестская Волковская Обводный канал Лиговский проспект Площадь Восстания Маяковская Московский вокзал | Малая Балканская улица | Смольный                                       |
| 56  | Купчино Дунайская Ломоносовская                                                                                                | Малая Балканская улица | Кудрово, ТК «МЕГА»                             |
| 57  | Дунайская Бухарестская Волковская                                                                                              | Малая Балканская улица | Боровая улица                                  |
| 114 | Ленинский проспект Московская Проспект Славы Елизаровская                                                                      | Счастливая улица       | Большой Смоленский проспект                    |
| 116 | Звёздная Проспект Славы Елизаровская                                                                                           | Московское шоссе, 33   | Большой Смоленский проспект                    |
| 141 | Звёздная Московская Проспект Славы Обводный канал Лиговский проспект                                                           | Звёздная улица         | Площадь Восстания Маяковская Московский вокзал |
| 157 | Купчино | Ломоносовская          | Малая Балканская улица                         |
| 239 | Ленинский проспект Московская Проспект Славы Ломоносовская                                                                     | Петергофское шоссе     | Кудрово, ТК "Мега"                             |
| 241 | Предпортовая Звёздная Дунайская Пролетарская                                                                                   | Проспект Ветеранов     | улица Грибакиных                               |
| 253 | Ломоносовская Елизаровская | Купчино                | Площадь Александра Невского                    |
| 282 | - | Купчино                | Софийская улица                                |
| 288 | Ломоносовская Улица Дыбенко Проспект Большевиков                                                                               | Купчино                | Улица Маршала Тухачевского                     |

#### Пригородные
| №    | Пересадки                                                                                             | Конечный пункт 1 | Конечный пункт 2 |
| ---- | --- | ---------------- | ---------------- |
| 801  | Волковская Бухарестская Международная Ломоносовская Лодейное Поле                                     | Обводный канал   | Винницы          |
| 856  | Волковская Бухарестская Международная Ломоносовская Волховстрой Гостинополье Андреево Волхов-Пристань | Обводный канал   | Кириши           |
| 856в | Бухарестская Международная Ломоносовская Волховстрой Гостинополье Андреево Волхов-Пристань            | Волковская       | Кириши           |
| 860  | Волковская Бухарестская Международная Ломоносовская                                                   | Обводный канал   | Тихвин           |
| 863  | Волковская Бухарестская Международная Ломоносовская Лодейное Поле Инема                               | Обводный канал   | Старая Слобода   |
| 864  | Волковская Бухарестская Международная Ломоносовская                                                   | Обводный канал   | Лодейное Поле    |
| 865  | Волковская Бухарестская Международная Ломоносовская Лодейное Поле                                     | Обводный канал   | Подпорожье       |
| 867  | Волковская Бухарестская Международная Ломоносовская                                                   | Обводный канал   | Бокситогорск     |
| 869  | Волковская Бухарестская Международная Ломоносовская Тихвин Пикалёво                                   | Обводный канал   | Пикалёво         |
| 896  | Волковская Бухарестская Международная Ломоносовская Тихвин                                            | Обводный канал   | Шугозеро         |

### Трамвайные маршруты
| №  | Пересадки                                                                         | Конечный пункт 1       | Конечный пункт 2       |
| -- | --------------------------------------------------------------------------------- | ---------------------- | ---------------------- |
| 25 | Международная Бухарестская Волковская Обводный канал Лиговский проспект           | Купчино                | улица Марата           |
| 43 | Международная Бухарестская Электросила                                            | Купчино                | Московские ворота      |
| 45 | Дунайская Международная Бухарестская Парк Победы Московская                       | Купчино                | проспект Юрия Гагарина |
| 49 | Дунайская Международная Бухарестская Волковская Обводный канал Лиговский проспект | Малая Балканская улица | улица Марата           |

### Троллейбусные маршруты
| №  | Пересадки                                                       | Конечный пункт 1    | Конечный пункт 2      |
| -- | --------------------------------------------------------------- | ------------------- | --------------------- |
| 26 | Электросила Проспект Славы                                      | Сортировочная       | Московские ворота     |
| 27 | Московская Проспект Славы Ломоносовская Улица Дыбенко           | площадь Конституции | река Оккервиль        |
| 29 | Проспект Славы Московская Ленинский проспект Проспект Ветеранов | Сортировочная       | улица Солдата Корзуна |